# Dodderi, Challakere
Dodderi là một làng thuộc tehsil Challakere, huyện Chitradurga, bang Karnataka, Ấn Độ.